# Area metropolitana di Phoenix

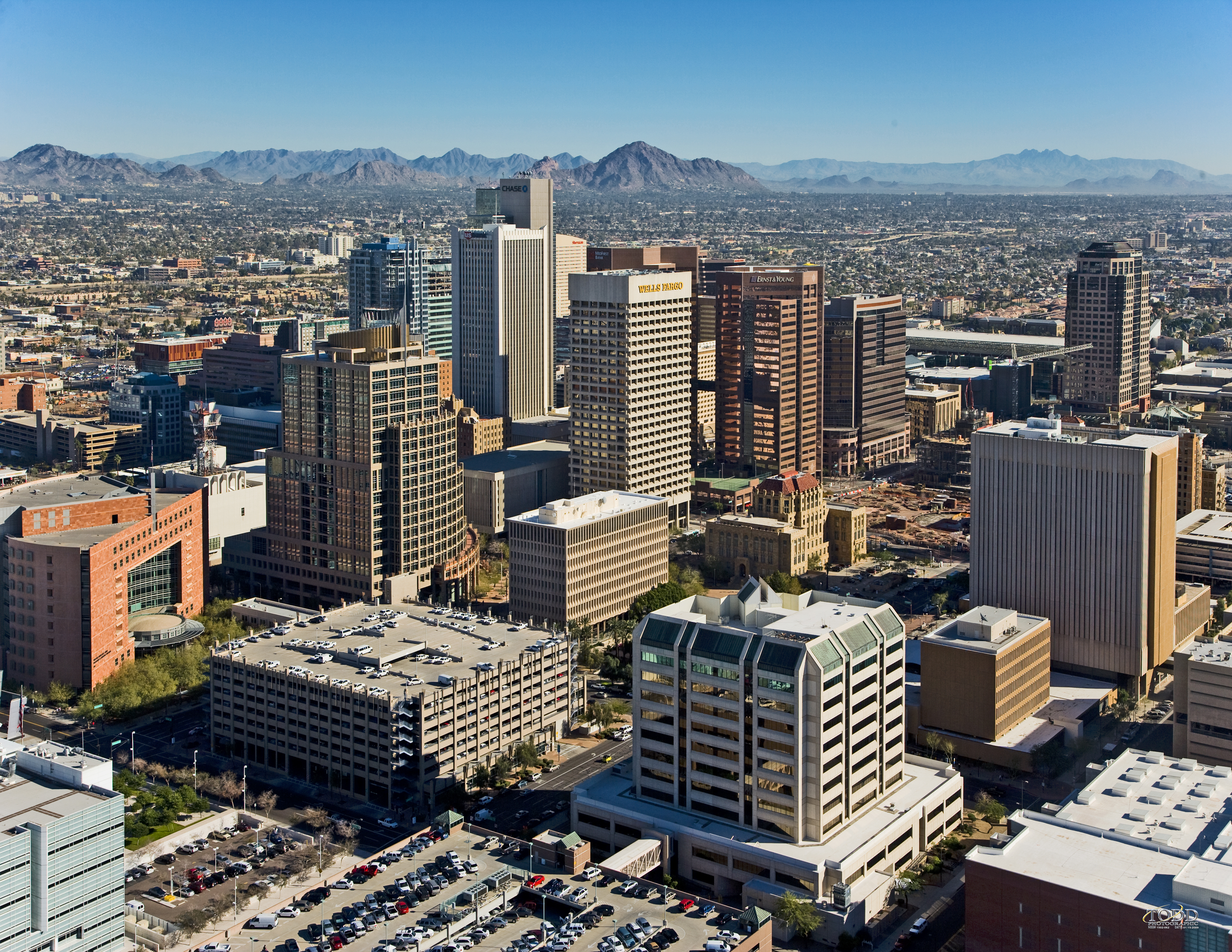
Panorama aereo del centro di Phoenix, guardando a nord-est

L'area metropolitana di Phoenix, conosciuta anche come Valley of the Sun, Salt River Valley o Phoenix Metro (a livello locale è nota semplicemente come "the Valley"), è un'area metropolitana degli Stati Uniti d'America, che ha come fulcro la città di Phoenix, che comprende gran parte della superficie della parte centrale dello Stato dell'Arizona. L'Ufficio per la gestione e il bilancio si riferisce ad essa come area metropolitana statistica di Phoenix-Mesa-Scottsdale, e comprende le contee di Maricopa e Pinal. Secondo una stima del 2017 condotta dall'Ufficio del censimento, la Metro Phoenix aveva una popolazione di 4 737 270 abitanti, il che la rendeva la decima area metropolitana più grande del paese. Il prodotto interno lordo dell'area metropolitana di Phoenix era di 242 miliardi di dollari nel 2017, il 16º tra le aree metropolitane più grandi degli Stati Uniti.
È anche una delle aree metropolitane in rapida crescita, registrando un aumento di quasi 800 000 abitanti dal 2010 al 2018, e quasi di 1,6 milioni dal 2000. La popolazione dell'area metropolitana di Phoenix  è aumentata del 45,3% dal 1990 al 2000, superando la media degli Stati Uniti che era del 13,2%, il che ha contribuito all'Arizona di essere il secondo stato in più rapida crescita dagli anni 1990 (dietro solo al Nevada). Secondo il censimento del 2000, la popolazione dell'area metropolitana di 3 251 876 abitanti.
Secondo il censimento del 2010, l'area metropolitana aveva una popolazione di 4 192 887 abitanti. La Metro Phoenix è aumentata di 941 011 abitanti dall'aprile del 2000 all'aprile del 2010, il che la rendeva una delle aree metropolitane in più rapida crescita della nazione. Ciò ha anche contribuito alla crescita dell'intero stato, poiché l'area ospita poco più di due terzi della popolazione dell'Arizona.